# Serie A 1993–94
Serie A 1993–94 đã được Milan giành chiến thắng, là danh hiệu thứ 14 cho rossoneri và là danh hiệu thứ ba liên tiếp của họ, được bổ sung bởi vinh quang tại UEFA Champions League. Đây là một mùa giải đáng thất vọng đối với Internazionale, khi họ chỉ về đích ở vị trí thứ 13 và tránh được nguy cơ xuống hạng chỉ với một điểm, nhưng họ đã bù đắp cho điều này bằng cách giành được Cúp UEFA. Piacenza, Udinese, Atalanta và Lecce đều xuống hạng. Milan đã giành Scudetto trong trận đấu áp chót với Udinese. AC Milan cũng lập kỷ lục chưa từng có khi bảo vệ danh hiệu bằng cách chỉ ghi được 36 bàn thắng, thấp nhất trong lịch sử Serie A.
Đây là mùa giải cuối cùng mà mỗi chiến thắng được thưởng hai điểm; từ mùa giải tiếp theo, con số này sẽ tăng lên thành ba điểm.

## Các đội bóng
Reggiana, Cremonese, Piacenza và Lecce đã thăng hạng từ Serie B. Milan đã giành chức vô địch khi chỉ ghi được 36 bàn thắng sau 34 trận trong cả mùa giải; họ không ghi được quá 2 bàn thắng trong bất kỳ trận đấu nào trong suốt mùa giải.

### Nhân sự và tài trợ
| Đội            | Huấn luyện viên trưởng              | Nhà sản xuất trang phục | Nhà tài trợ áo đấu                     |
| -------------- | ----------------------------------- | ----------------------- | -------------------------------------- |
| Atalanta       | Cesare Prandelli & Andrea Valdinoci | Lotto                   | Tamoil                                 |
| Cagliari       | Bruno Giorgi                        | Erreà                   | Pecorino Sardo                         |
| Cremonese      | Luigi Simoni                        | Uhlsport                | Moncart                                |
| Foggia         | Zdeněk Zeman                        | Adidas                  | không                                  |
| Genoa          | Franco Scoglio                      | Erreà                   | Saiwa                                  |
| Internazionale | Giampiero Marini                    | Umbro                   | Fiorucci                               |
| Juventus       | Giovanni Trapattoni                 | Kappa                   | Danone                                 |
| Lazio          | Dino Zoff                           | Umbro                   | Banco di Roma                          |
| Lecce          | Rino Marchesi                       | Asics                   | không                                  |
| Milan          | Fabio Capello                       | Lotto                   | Motta                                  |
| Napoli         | Marcello Lippi                      | Umbro                   | Voiello                                |
| Parma          | Nevio Scala                         | Umbro                   | Parmalat                               |
| Piacenza       | Luigi Cagni                         | ABM                     | Cassa di Risparmio di Parma e Piacenza |
| Reggiana       | Giuseppe Marchioro                  | Asics                   | Burro Giglio                           |
| Roma           | Carlo Mazzone                       | Adidas                  | Barilla                                |
| Sampdoria      | Sven-Göran Eriksson                 | Asics                   | Erg                                    |
| Torino         | Emiliano Mondonico                  | Lotto                   | Fratelli Beretta                       |
| Udinese        | Adriano Fedele                      | Lotto                   | Victors Caramelle Balsamiche           |

## Bảng xếp hạng
| VT | Đội            | ST | T  | H  | B  | BT | BB | HS  | Đ  | Giành quyền tham dự hoặc xuống hạng |
| -- | -------------- | -- | -- | -- | -- | -- | -- | --- | -- | ----------------------------------- |
| 1  | Milan (C)      | 34 | 19 | 12 | 3  | 36 | 15 | +21 | 50 | Tham dự vòng bảng Champions League  |
| 2  | Juventus       | 34 | 17 | 13 | 4  | 58 | 25 | +33 | 47 | Tham dự vòng một UEFA Cup           |
| 3  | Sampdoria      | 34 | 18 | 8  | 8  | 64 | 39 | +25 | 44 | Tham dự vòng một Cup Winners' Cup   |
| 4  | Lazio          | 34 | 17 | 10 | 7  | 55 | 40 | +15 | 44 | Tham dự vòng một UEFA Cup           |
| 5  | Parma          | 34 | 17 | 7  | 10 | 50 | 35 | +15 | 41 | Tham dự vòng một UEFA Cup           |
| 6  | Napoli         | 34 | 12 | 12 | 10 | 41 | 35 | +6  | 36 | Tham dự vòng một UEFA Cup           |
| 7  | Roma           | 34 | 10 | 15 | 9  | 35 | 30 | +5  | 35 |                                     |
| 8  | Torino         | 34 | 11 | 12 | 11 | 39 | 37 | +2  | 34 |                                     |
| 9  | Foggia         | 34 | 10 | 13 | 11 | 46 | 46 | 0   | 33 |                                     |
| 10 | Cremonese      | 34 | 8  | 16 | 10 | 41 | 41 | 0   | 32 |                                     |
| 11 | Genoa          | 34 | 8  | 16 | 10 | 32 | 40 | −8  | 32 |                                     |
| 12 | Cagliari       | 34 | 10 | 12 | 12 | 39 | 48 | −9  | 32 |                                     |
| 13 | Internazionale | 34 | 11 | 9  | 14 | 46 | 45 | +1  | 31 | Tham dự vòng một UEFA Cup           |
| 14 | Reggiana       | 34 | 10 | 11 | 13 | 29 | 37 | −8  | 31 |                                     |
| 15 | Piacenza (R)   | 34 | 8  | 14 | 12 | 32 | 43 | −11 | 30 | Xuống hạng Serie B                  |
| 16 | Udinese (R)    | 34 | 7  | 14 | 13 | 35 | 48 | −13 | 28 | Xuống hạng Serie B                  |
| 17 | Atalanta (R)   | 34 | 5  | 11 | 18 | 35 | 65 | −30 | 21 | Xuống hạng Serie B                  |
| 18 | Lecce (R)      | 34 | 3  | 5  | 26 | 28 | 72 | −44 | 11 | Xuống hạng Serie B                  |

1. ↑  Internazionale đủ điều kiện tham dự Cúp UEFA 1994–95 với tư cách là đương kim vô địch.

## Kết quả
| Nhà \ Khách    | ATA | CAG | CRE | FOG | GEN | INT | JUV | LAZ | LEC | MIL | NAP | PAR | PIA | REG | ROM | SAM | TOR | UDI |
| -------------- | --- | --- | --- | --- | --- | --- | --- | --- | --- | --- | --- | --- | --- | --- | --- | --- | --- | --- |
| Atalanta       | —   | 5–2 | 0–0 | 1–1 | 2–1 | 2–1 | 1–3 | 1–1 | 3–4 | 0–1 | 1–1 | 0–2 | 0–0 | 2–1 | 1–1 | 1–4 | 2–2 | 1–1 |
| Cagliari       | 1–1 | —   | 0–0 | 1–1 | 0–0 | 1–0 | 0–1 | 4–1 | 2–1 | 0–0 | 1–2 | 0–4 | 2–0 | 3–0 | 1–1 | 0–0 | 2–1 | 1–2 |
| Cremonese      | 2–0 | 3–1 | —   | 2–0 | 1–1 | 1–4 | 1–1 | 1–0 | 2–1 | 0–2 | 2–0 | 0–0 | 4–0 | 1–1 | 1–1 | 0–0 | 1–1 | 1–1 |
| Foggia         | 1–1 | 0–1 | 1–1 | —   | 3–0 | 1–1 | 1–1 | 4–1 | 5–0 | 1–1 | 0–1 | 3–2 | 1–0 | 1–0 | 1–1 | 1–2 | 1–0 | 2–2 |
| Genoa          | 2–1 | 1–1 | 1–0 | 1–4 | —   | 1–0 | 1–1 | 1–1 | 2–0 | 0–0 | 0–0 | 0–4 | 0–1 | 0–0 | 2–0 | 1–1 | 1–1 | 3–0 |
| Internazionale | 1–2 | 3–3 | 2–1 | 3–1 | 1–3 | —   | 2–2 | 1–2 | 4–1 | 1–2 | 0–0 | 3–2 | 2–0 | 2–1 | 2–2 | 3–0 | 0–0 | 1–0 |
| Juventus       | 2–1 | 1–1 | 1–0 | 2–0 | 4–0 | 1–0 | —   | 6–1 | 5–1 | 0–1 | 1–0 | 4–0 | 2–0 | 4–0 | 0–0 | 3–1 | 3–2 | 1–0 |
| Lazio          | 3–1 | 4–0 | 4–2 | 0–0 | 4–0 | 0–0 | 3–1 | —   | 3–0 | 0–1 | 3–0 | 2–1 | 1–0 | 2–0 | 1–0 | 1–1 | 1–2 | 2–1 |
| Lecce          | 5–1 | 0–1 | 2–4 | 0–2 | 0–0 | 1–3 | 1–1 | 1–2 | —   | 0–1 | 0–1 | 1–1 | 1–1 | 2–4 | 0–2 | 0–3 | 1–2 | 1–0 |
| Milan          | 2–0 | 2–1 | 1–0 | 2–1 | 1–0 | 2–1 | 1–1 | 0–0 | 0–0 | —   | 2–1 | 1–1 | 2–0 | 0–1 | 2–0 | 1–0 | 1–0 | 2–2 |
| Napoli         | 4–0 | 1–2 | 2–1 | 1–1 | 1–1 | 0–0 | 0–0 | 1–2 | 3–1 | 1–0 | —   | 2–0 | 0–0 | 5–0 | 1–1 | 1–2 | 0–0 | 2–1 |
| Parma          | 2–1 | 3–1 | 2–1 | 3–0 | 2–1 | 4–1 | 2–0 | 2–0 | 1–0 | 0–0 | 1–3 | —   | 0–0 | 1–0 | 0–2 | 2–1 | 3–0 | 0–1 |
| Piacenza       | 4–0 | 1–1 | 1–1 | 5–4 | 1–1 | 2–1 | 0–0 | 1–2 | 2–1 | 0–0 | 1–1 | 1–1 | —   | 3–2 | 1–0 | 2–1 | 0–3 | 0–0 |
| Reggiana       | 3–0 | 3–1 | 2–0 | 0–0 | 1–1 | 1–0 | 0–0 | 0–0 | 1–0 | 0–1 | 1–0 | 2–0 | 1–1 | —   | 0–0 | 1–1 | 1–0 | 1–1 |
| Roma           | 2–1 | 2–0 | 1–2 | 0–0 | 1–1 | 1–1 | 2–1 | 1–1 | 3–0 | 0–2 | 2–3 | 2–0 | 3–1 | 0–0 | —   | 0–1 | 2–0 | 0–2 |
| Sampdoria      | 3–1 | 1–2 | 3–1 | 6–0 | 1–1 | 3–1 | 1–1 | 3–4 | 2–1 | 3–2 | 4–1 | 1–1 | 2–1 | 1–0 | 0–1 | —   | 1–0 | 6–2 |
| Torino         | 2–1 | 2–1 | 1–1 | 1–4 | 2–0 | 2–0 | 1–1 | 1–1 | 3–0 | 0–0 | 1–1 | 1–2 | 1–0 | 2–0 | 1–1 | 2–3 | —   | 1–0 |
| Udinese        | 0–0 | 1–1 | 3–3 | 3–0 | 0–4 | 0–1 | 0–3 | 2–2 | 2–1 | 0–0 | 3–1 | 0–1 | 2–2 | 2–1 | 0–0 | 0–2 | 1–1 | —   |

1. ↑  Trận đấu diễn ra tại sân vận động Renato Dall'Ara.
2. ↑  Trận đấu diễn ra tại sân vận động San Nicola.
3. ↑  Trận đấu diễn ra tại sân vận động San Paolo.

## Thống kê

### Ghi bàn hàng đầu
| Hạng | Cầu thủ           | Câu lạc bộ     | Bàn thắng |
| ---- | ----------------- | -------------- | --------- |
| 1    | Giuseppe Signori  | Lazio          | 23        |
| 2    | Gianfranco Zola   | Parma          | 18        |
| 3    | Roberto Baggio    | Juventus       | 17        |
| 3    | Andrea Silenzi    | Torino         | 17        |
| 5    | Rubén Sosa        | Internazionale | 16        |
| 6    | Daniel Fonseca    | Napoli         | 15        |
| 6    | Ruud Gullit       | Sampdoria      | 15        |
| 8    | Marco Branca      | Udinese        | 14        |
| 9    | Julio Dely Valdés | Cagliari       | 13        |
| 10   | Abel Balbo        | Roma           | 12        |
| 10   | Roberto Mancini   | Sampdoria      | 12        |
| 10   | Luís Oliveira     | Cagliari       | 12        |
| 10   | Bryan Roy         | Foggia         | 12        |